# Goran Tomčić
Goran Tomčić (r. 1964) je umetnik in pesnik s sedežem v Berlinu, Nemčija. Njegovi raznoliki umetniški slogi in teme vključujejo instalacije, specifične za lokacijo, začasne strukture, besedilno umetnost ter performativne in participativne prakse.  

## Biografija
Tomčić je odraščal na otoku Hvaru in v mestu Split, Hrvaška.  Študiral je na Univerzi v Zagrebu i na Bard College. Od leta 1991 do 2009 je živel v New Yorku in Miamiju v ZDA, preden se je preselil v Nemčijo. Leta 1996 je diplomiral iz kuratorskih študij na Center for Curatorial Studies, Bard College.  Od leta 1997 do 1999 je bil direktor Wolfson Galleries na Miami Dade College. 
Tomcic je bil prejemnik številnih štipendij in štipendij, vključno s Trust for Mutual Understanding (1994),  Pollock-Krasner Grant (2007),  MacDowell Residency Fellowship (1992, 1996),  Oddelek berlinskega senata za kulturo in Evropo (2020), JSDK Slovenia (2023), in bil je rezidenčni umetnik na številnih umetniških rezidencah.

## Delo
Tomčićeve velike instalacije in projekti so bili razstavljeni v muzejih, galerijah in alternativnih prostorih po vsem svetu.  Njegova dela se pojavljajo v številnih zbirkah, vključno z:
- Kunstmuseum Wolfsburg (Nemčija) [8]
- Zbirka KRC (Nizozemska) [9]
- CitizenM hoteli [10]
- Muzej umetnosti Haifa (Izrael) [11]
- Muzej moderne in sodobne umetnosti, Reka (Hrvaška) [12]
- Valamar Riviera Collection (Hrvaška) [13]
- Muzej Lapidarij Novigrad (Hrvaška) [14]
- Royal Caribbean International (ZDA) [15]
- Helikon Art Center (Turška)

Od leta 2015 se Tomčić osredotoča na participativne umetniške prakse. Projekt Pompom Nets  je stalen, interdisciplinaren, procesno temelječ umetniški projekt in družbeni eksperiment. Projekt ustvarja začasne situacije in nove načine povezovanja. Kot glavni del tega projekta umetnik sodeluje z javnostjo, vključuje različne skupnosti in različne umetniške medije v razstavljanje prostorskih, site-specific instalacij po vsem svetu. Do sedaj je bil projekt predstavljen v naslednjih državah: Hrvaška, Slovenija, Italija, Nemčija, Portugalska, Španija, Turčija, Armenija, Indija, Etiopija, Gana, ZDA.